# Kwas jasmonowy
Kwas jasmonowy (JA) – organiczny związek chemiczny będący przedstawicielem grupy regulatorów wzrostu i rozwoju roślin określanej jako jasmonidy.
Kwas jasmonowy to pochodna cyklopentanonu, powstaje w wyniku utleniania kwasu linolenowego. Kwas jasmonowy to inhibitor wzrostu i różnicowania komórek, a także stymulator końcowych etapów ontogenezy roślin czyli dojrzewania owoców czy też starzenia się liści. Kwas jasmonowy i jego pochodne (m.in. ester metylowy JA-Me) hamują wzrost pędów i korzeni roślin oraz fotosyntezę, modulują reakcje roślin na stres, wzmagają oddychanie komórkowe, a także mają wpływ na ekspresję genów.

## Biosynteza
Kwas jasmonowy produkowany jest przez organizmy roślinne w wieloetapowym procesie z kwasu α-linolenowego. Produktem biosyntezy jest kwas (+)-7-izojasmonowy 5a (diastereoizomer cis kwasu (−)-jasmonowego), który ulega samorzutnej izomeryzacji do trwalszego związku trans 5b.

Biosynteza kwasu jasmonowego (5b)
1 – kwas α-linolenowy; 2 – kwas 13(S)-hydroperoksylinolenowy; 3 – kwas 12,13(S)-epoksy-9(Z),11(E),15(Z)-oktadekatrienowy; 4 – kwas 12-oksofitodienowy (OPDA); 5a – kwas (+)-7-izojasmonowy
A – 13-lipoksygenaza (13-LOX); B – 13-allenoksydosyntaza (13-AOS); C – allenoksydocyklaza (AOC)